# Giovanni Battista Passeri

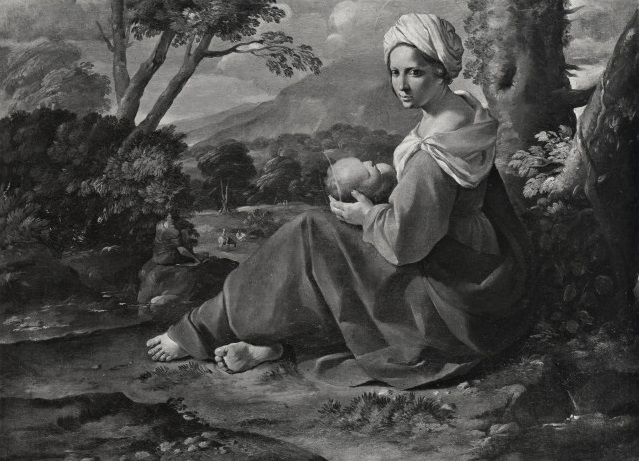
Giovanni Battista Passeri, Riposo nella fuga in Egitto, Roma, Galleria Doria-Pamphilj

Giovanni Battista Passeri (Roma, 1610 circa – Roma, 22 aprile 1679) è stato un pittore e biografo italiano, appartenente al periodo Barocco.

## Biografia
Allievo di Domenico Zampieri, lavorarono assieme a Frascati, ma non è molto chiaro quali opere siano state fatte interamente da lui, oltre a ritoccare affreschi di altri pittori di fine cinquecento. 
Si occupava anche di nature morte e di pittura di genere, ma è conosciuto soprattutto nella storia dell'arte come biografo per la sua opera Vite de' Pittori, Scultori ed Architetti che anno lavorato in Roma, morti dal 1641 fino al 1673 pubblicata a Roma nel 1772. Del testo esiste una edizione critica di Jacob Hess del 1934 (ripubblicata poi nel 1995). 
Pare che Passeri sia stato presidente dell'Accademia nazionale di San Luca, ma questo è negato nella biografia di Hess nel Wiener Jahrbuch für Kunstgeschichte del 1928.
Suo nipote Giuseppe Passeri fu allievo di Carlo Maratta.

## Biografie nel suo libro
- Domenichino
- Caravaggio
- Baccio Ciarpi
- Pietro Wander (Il Bamboccio)
- Guido Reni
- Francesco Fiammingo
- Agostino Tassi
- Francesco Mochi
- Giovanni Lanfranco
- Andrea Camassei
- Giambattista Calandra
- Vincenzo Armanno
- Alessandro Turco
- Pietro Testa
- Angelo Caroselli
- Alessandro Algardi
- Girolamo Rainaldi
- Giovanni Miele
- Martino Lunghi
- Guido Ubaldo Abatini
- Luigi Gentile
- Giuliano Finelli
- Agostino Mitelli
- Francesco Albani
- Michelangelo Cerquozzi
- Caterina Ginnasi
- Andrea Sacchi
- Giovanni Francesco Romanelli
- Giuseppe Peroni
- Nicolò Poussino
- Francesco Baratta
- Giovanni Angelo Canini
- Giovanni Francesco Barbieri
- Francesco Borromini
- Pier Francesco Mola
- Pietro Berettini da Cortona
- Salvator Rosa

## Opere
- Giovanni Battista Passeri, Vite de' pittori, scultori ed architetti che anno lavorato in Roma. Morti dal 1641 fino al 1673, Gregorio Settari, Roma, 1772.